# The Cranberries
The Cranberries (englisch für „Die Moosbeeren“) waren eine irische Rockgruppe, die 1989 unter dem Namen The Cranberry Saw Us in Limerick gegründet wurde. 1995 gelang ihr mit dem Album No Need to Argue der internationale Durchbruch. Der erfolgreichste Song des Albums, Zombie, handelt vom Nordirlandkonflikt, und von No Need to Argue wurden über 17 Millionen Einheiten verkauft. The Cranberries verkauften in ihrer Karriere insgesamt mehr als 40 Millionen Tonträger, ehe sie sich nach dem Tod ihrer 2018 verstorbenen Sängerin auflösten.

## Mitglieder
Als die Band noch unter dem Namen The Cranberry Saw Us agierte, bestand sie aus den beiden Brüdern Noel und Mike Hogan sowie Fergal Lawler und dem damaligen Frontsänger Niall Quinn. Nach dessen Austritt 1990 empfahl er der Gruppe Dolores O’Riordan als Sängerin, woraufhin sie im Mai desselben Jahres aufgenommen wurde. Kurze Zeit danach benannte sich die Band in The Cranberries um. Seit der Umbesetzung der Sänger blieb die Konstellation bis zur zeitweiligen Auflösung 2003 unverändert. 2009 kam es zu einer Wiedervereinigung in alter Besetzung. Am 15. Januar 2018 starb Dolores O’Riordan überraschend im Alter von 46 Jahren in London.

## Geschichte

### Gründung
1989 gründeten die Brüder Noel und Michael Hogan aus Limerick (Irland) mit dem Schlagzeuger Fergal Lawler und dem Sänger Niall Quinn die Band mit dem Namen The Cranberry Saw Us („Die Moosbeere sah uns“). Später ersetzte Dolores O’Riordan den Sänger und verlieh der Band den typischen Cranberries-Klang. Sie nahmen ein Demoband auf, mit dem sie in ihrer Heimat einige Fans gewinnen konnten und auch bei den Kritikern Anklang fanden.

### Aufstieg
Nach einem Kampf der Plattenlabels unterzeichnete die Band einen Vertrag mit Island Records, kündigte jedoch nach ihrer ersten, erfolglosen Single ihrem Manager. Ihre zweite Single Dreams und das Debüt-Album Everybody Else Is Doing It, So Why Can’t We? (1993) aber wurden die ersten Hits für The Cranberries in Großbritannien und den Vereinigten Staaten. Die dritte Single Linger erreichte Platz 8 in den USA und Platz 14 im Vereinigten Königreich.
Am 18. Juli 1994 heiratete Dolores O’Riordan Don Burton, der kurz darauf auch der Tourmanager der Cranberries wurde. Im gleichen Jahr nahmen die Cranberries das Album No Need to Argue auf, das ihnen eine noch größere Popularität in Europa und in den USA bescherte. Es enthält den Song Zombie, einen Protest gegen die Gewalttaten zwischen katholischen und protestantischen Extremisten in Nordirland. Mit dieser Veröffentlichung erreichten sie den kommerziellen Höhepunkt ihrer Karriere. Am 14. Februar 1995 hatten sie einen Auftritt bei MTV Unplugged in der Brooklyn Academy of Music.
Inmitten von Gerüchten um O’Riordans bevorstehenden Abschied brachten The Cranberries 1996 das Album To the Faithful Departed heraus, das jedoch nicht an den Erfolg des Vorgängers anknüpfen konnte. Im folgenden Jahr sagte die Band eine große Tour ab, was dazu beitrug, dass sich die Gerüchte um eine Auflösung weiter verbreiteten. 1999 erschien das Album Bury the Hatchet.
Mit dem 2001 veröffentlichten Album Wake Up and Smell the Coffee schienen The Cranberries wieder erfolgreicher zu werden. Eine 2002 gleichzeitig zur Best-Of-CD auf den Markt gekommene DVD gewann einen Best-Video-Preis.

### Auflösung 2003
Das sechste Album der Cranberries sollte 2004 erscheinen. Während der Sommertour 2003 spielten sie als Vorband der Rolling Stones unter anderem die neuen Titel In It Together und Astral Projection.
Im September 2003 trennten sich The Cranberries jedoch nach über einem Jahrzehnt des Bestehens. O’Riordans Schwiegermutter war schwer erkrankt und starb kurz darauf. Der Sängerin war ein Weiterarbeiten unter diesen Umständen nicht möglich.
O’Riordan sang später die Titelmelodie Ave Maria zum Film Die Passion Christi. Noel Hogans neues Projekt ist die Band Arkitekt (ehemals: Mono Band). Fergal Lawler spielte in der kurzlebigen Band The Low Network Schlagzeug.

### Neubeginn 2009

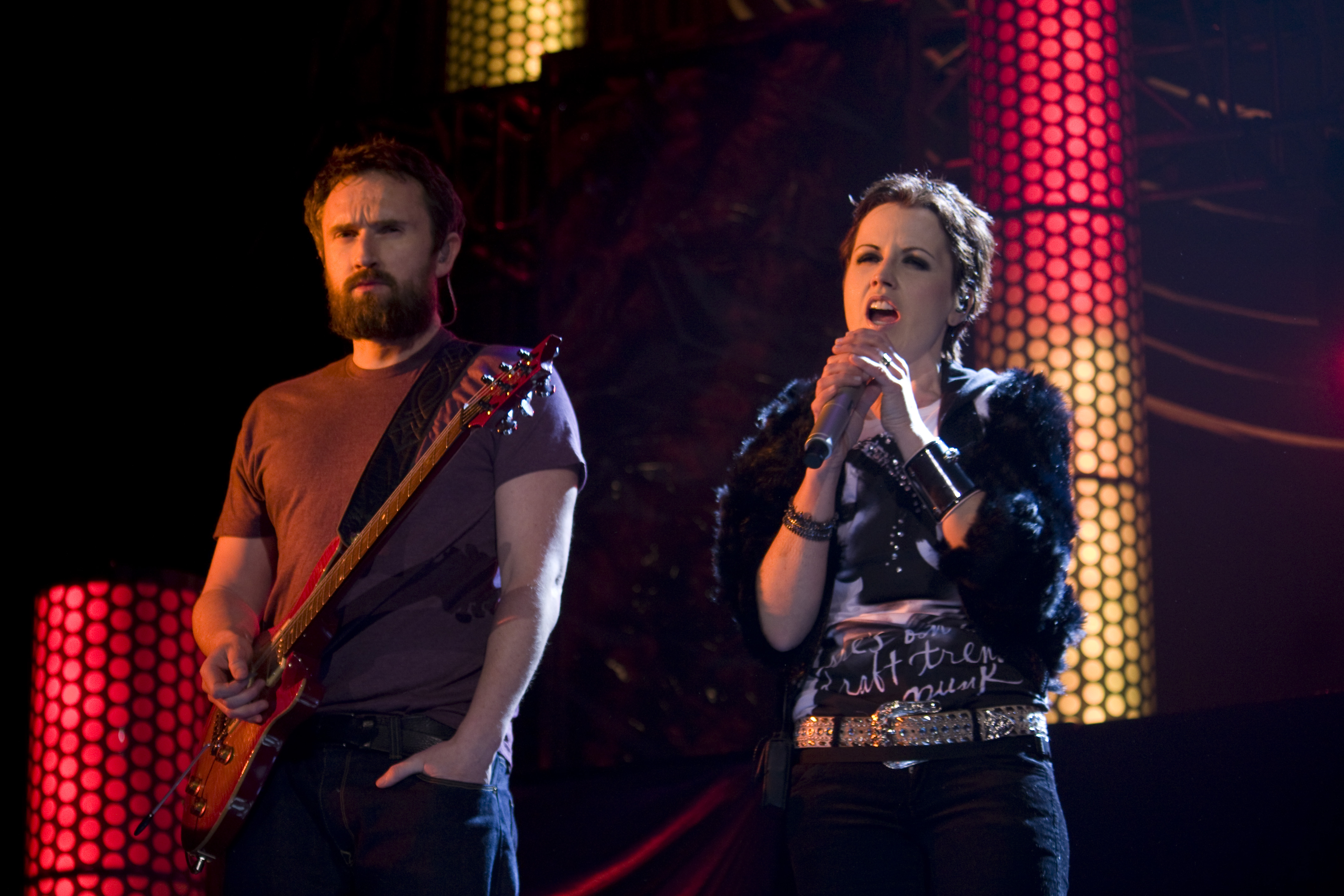
The Cranberries 2010 in Barcelona

Trotz stetiger Dementis aller Gerüchte über eine Neugründung wurde Ende 2007 bekannt, dass die Band beabsichtigte, an einem Album oder einer EP zu arbeiten, die die Lieder des unveröffentlichten sechsten Albums enthalten sollten. Am 11. August 2008 wurde auf der offiziellen Präsenz O’Riordans im Internetportal Myspace ein Video veröffentlicht, das einen „Neubeginn“ („New beginning“) sowie ein neues Album und eine Welttournee für 2009 ankündigte. Am 25. August 2009 gab Dolores O’Riordan offiziell die Wiedervereinigung der Cranberries bekannt und kündigte eine Tournee an, die im November 2009 starten sollte. Die Veröffentlichung des Albums verzögerte sich jedoch, und 2010 wurde die bereits begonnene Tour vor Italien wegen Krankheit abgesagt. Einige Konzerte der später wieder aufgenommenen Tour wurden als Live-CD veröffentlicht. Anlässlich der Feis-Festival-Tour in London am 18. Juni 2011 wurde ein unveröffentlichter Song namens Tomorrow could be too late vorgetragen.
The Cranberries kehrten schließlich am 24. Februar 2012 mit Roses, ihrem ersten Studioalbum seit über zehn Jahren, zurück. Die erste Auskopplung war der Song Tomorrow. Produziert wurde Roses von Stephen Street (The Smiths, Morrissey, Kaiser Chiefs, The Courteeners, Pete Doherty), dem langjährigen Freund und musikalischen Partner der Band. 2017 erschien mit Something Else eine Neuaufnahme ihrer größten Hits in Zusammenarbeit mit dem Irish Chamber Orchestra. Eine geplante Europatournee musste teilweise abgesagt werden, als Begründung wurden Rückenprobleme der Sängerin angegeben. Ein Konzert in Berlin am 2. Mai des Jahres fand jedoch statt.

### Auflösung 2019
2019 veröffentlichte die Band das letzte Album, In the End, für welches Dolores O’Riordan noch vor ihrem Tod Material eingesungen hatte. Im Januar 2019 wurde bereits ein erster Titel, All Over Now, veröffentlicht. Die Band löste sich nach der Veröffentlichung ihres letzten gemeinsamen Albums auf.

“But the Cranberries was the four of us. There’s no reason to do it without Dolores. So we’re going to leave it after this.”

„Aber The Cranberries, das waren wir vier. Es gibt keinen Grund, ohne Dolores weiterzumachen. Also werden wir danach aufhören.“

## Einflüsse
Als Einflüsse gab die Band The Smiths, Siouxsie and the Banshees, Depeche Mode, The Cure, Joy Division, Echo & the Bunnymen, und The Clash, an; O’Riordan nannte auch Sinéad O’Connor und Siouxsie Sioux als persönlichen Einfluss.

## Musik und Text
Die Songtexte und die Melodien wurden fast immer von Dolores O’Riordan verfasst, oft auch mit Hilfe von Noel Hogan. Musikalisch gesehen erfasste die Band eine relativ breite Palette zwischen Pop, Rock und Irish Folk. Anfangs war die Stilrichtung eher Soft Rock wie zum Beispiel bei Dreams, später wurde sie härter wie zum Beispiel bei Zombie und gegen Karriereende ging die Neigung leicht in Richtung Pop wie zum Beispiel bei Analyse.
Die Texte handeln oft von Liebe, Beziehungen oder Trennung, aber auch von Krieg und Elend. Beispielsweise werden in Zombie der Nordirlandkonflikt mit dem Osteraufstand und in Bosnia der Balkankonflikt thematisiert. Einige wenige Lieder sind auch bestimmten Personen oder Orten gewidmet: Der Song Yeat’s Grave handelt von dem irischen Dichter William Butler Yeats und der Insel Innisfree, die im Titel eines seiner Gedichte auftaucht. I Just Shot John Lennon behandelt den Mord am Beatles-Mitglied John Lennon. Das Stück New New York handelt von dem Terroranschlag auf das World Trade Center am 11. September 2001 und Cape Town hat als Thema die südafrikanische Metropole Kapstadt.
The Cranberries coverten auch einige Titel, unter anderem They Long to Be (Close to You) von Burt Bacharach und Hal David, Go Your Own Way von Fleetwood Mac, In the Ghetto von Mac Davis und den unveröffentlichten Song Crazy von Patsy Cline.

## Diskografie
Studioalben

| Jahr | Titel Musiklabel                                                  | Höchstplatzierung, Gesamtwochen, AuszeichnungChartplatzierungen (Jahr, Titel, Musiklabel, Platzierungen, Wochen, Auszeichnungen, Anmerkungen) | Höchstplatzierung, Gesamtwochen, AuszeichnungChartplatzierungen (Jahr, Titel, Musiklabel, Platzierungen, Wochen, Auszeichnungen, Anmerkungen) | Höchstplatzierung, Gesamtwochen, AuszeichnungChartplatzierungen (Jahr, Titel, Musiklabel, Platzierungen, Wochen, Auszeichnungen, Anmerkungen) | Höchstplatzierung, Gesamtwochen, AuszeichnungChartplatzierungen (Jahr, Titel, Musiklabel, Platzierungen, Wochen, Auszeichnungen, Anmerkungen) | Höchstplatzierung, Gesamtwochen, AuszeichnungChartplatzierungen (Jahr, Titel, Musiklabel, Platzierungen, Wochen, Auszeichnungen, Anmerkungen) | Höchstplatzierung, Gesamtwochen, AuszeichnungChartplatzierungen (Jahr, Titel, Musiklabel, Platzierungen, Wochen, Auszeichnungen, Anmerkungen) | Anmerkungen                                                  |
| Jahr | Titel Musiklabel                                                  | DE | AT | CH | UK | US | IE | Anmerkungen                                                  |
| ---- | ----------------------------------------------------------------- | --- | --- | --- | --- | --- | --- | ------------------------------------------------------------ |
| 1993 | Everybody Else Is Doing It, So Why Can’t We? Island Records (BMG) | DE18 (18 Wo.)DE | — | — | UK1 ×2Doppelplatin · (95 Wo.)UK | US18 ×5Fünffachplatin · (136 Wo.)US | IE23 a ×3Dreifachplatin · (36 Wo.)IE | Erstveröffentlichung: 1. März 1993 Verkäufe: + 6.055.000     |
| 1994 | No Need to Argue Island Records (BMG)                             | DE1 Platin · (47 Wo.)DE | AT1 Platin · (24 Wo.)AT | CH2 Platin · (50 Wo.)CH | UK2 ×3Dreifachplatin · (98 Wo.)UK | US6 ×7Siebenfachplatin · (90 Wo.)US | IE16 b (4 Wo.)IE | Erstveröffentlichung: 3. Oktober 1994 Verkäufe: + 17.000.000 |
| 1996 | To the Faithful Departed Island Records (BMG)                     | DE2 Gold · (28 Wo.)DE | AT5 Gold · (18 Wo.)AT | CH3 Gold · (23 Wo.)CH | UK2 Gold · (20 Wo.)UK | US4 ×2Doppelplatin · (51 Wo.)US | — | Erstveröffentlichung: 29. April 1996 Verkäufe: + 2.555.000   |
| 1999 | Bury the Hatchet Island Records (Polygram)                        | DE1 Gold · (37 Wo.)DE | AT2 Gold · (19 Wo.)AT | CH1 Platin · (24 Wo.)CH | UK7 Gold · (6 Wo.)UK | US13 Gold · (10 Wo.)US | IE67 c Platin · (1 Wo.)IE | Erstveröffentlichung: 19. April 1999 Verkäufe: + 1.912.500   |
| 2001 | Wake Up and Smell the Coffee MCA Records (UMG)                    | DE7 (6 Wo.)DE | AT17 (6 Wo.)AT | CH6 Gold · (15 Wo.)CH | UK61 (1 Wo.)UK | US46 (4 Wo.)US | IE9 (5 Wo.)IE | Erstveröffentlichung: 22. Oktober 2001 Verkäufe: + 320.000   |
| 2012 | Roses Cooking Vinyl (Cooking Vinyl)                               | DE13 (4 Wo.)DE | AT28 (2 Wo.)AT | CH10 (7 Wo.)CH | UK37 (2 Wo.)UK | US51 (2 Wo.)US | IE17 (3 Wo.)IE | Erstveröffentlichung: 27. Februar 2012 Verkäufe: + 10.000    |
| 2017 | Something Else BMG Rights Management (BMG)                        | DE60 (2 Wo.)DE | — | CH43 (4 Wo.)CH | UK18 (2 Wo.)UK | — | IE17 (6 Wo.)IE | Erstveröffentlichung: 28. April 2017                         |
| 2019 | In the End BMG Rights Management (BMG)                            | DE8 (3 Wo.)DE | AT16 (1 Wo.)AT | CH5 (5 Wo.)CH | UK10 (2 Wo.)UK | US119 (1 Wo.)US | IE3 (6 Wo.)IE | Erstveröffentlichung: 26. April 2019                         |

grau schraffiert: keine Chartdaten aus diesem Jahr verfügbar